# Liesel Jakobi
Liesel Jakobi (República Federal Alemana, 28 de febrero de 1939) fue una atleta alemana especializada en la prueba de salto de longitud, en la que consiguió ser campeona europea en 1958.

## Carrera deportiva
En el Campeonato Europeo de Atletismo de 1958 ganó la medalla de oro en el salto de longitud, con un salto de 6.14 metros que fue récord de los campeonatos, superando a las atletas soviéticas Valentina Lituyeva (plata con 6.00 metros) y Nina Protchenko (bronce con 5.99 metros).